# 平成16年7月福井豪雨
平成16年7月福井豪雨（へいせい16ねん7がつふくいごうう）は、2004年（平成16年）7月18日未明から昼前にかけて、福井県嶺北地方から岐阜県西部で起こった豪雨災害（水害）である。この災害の発生する5日前の7月13日には、新潟県・福島県でも水害（平成16年7月新潟・福島豪雨）が発生している。

## 概要

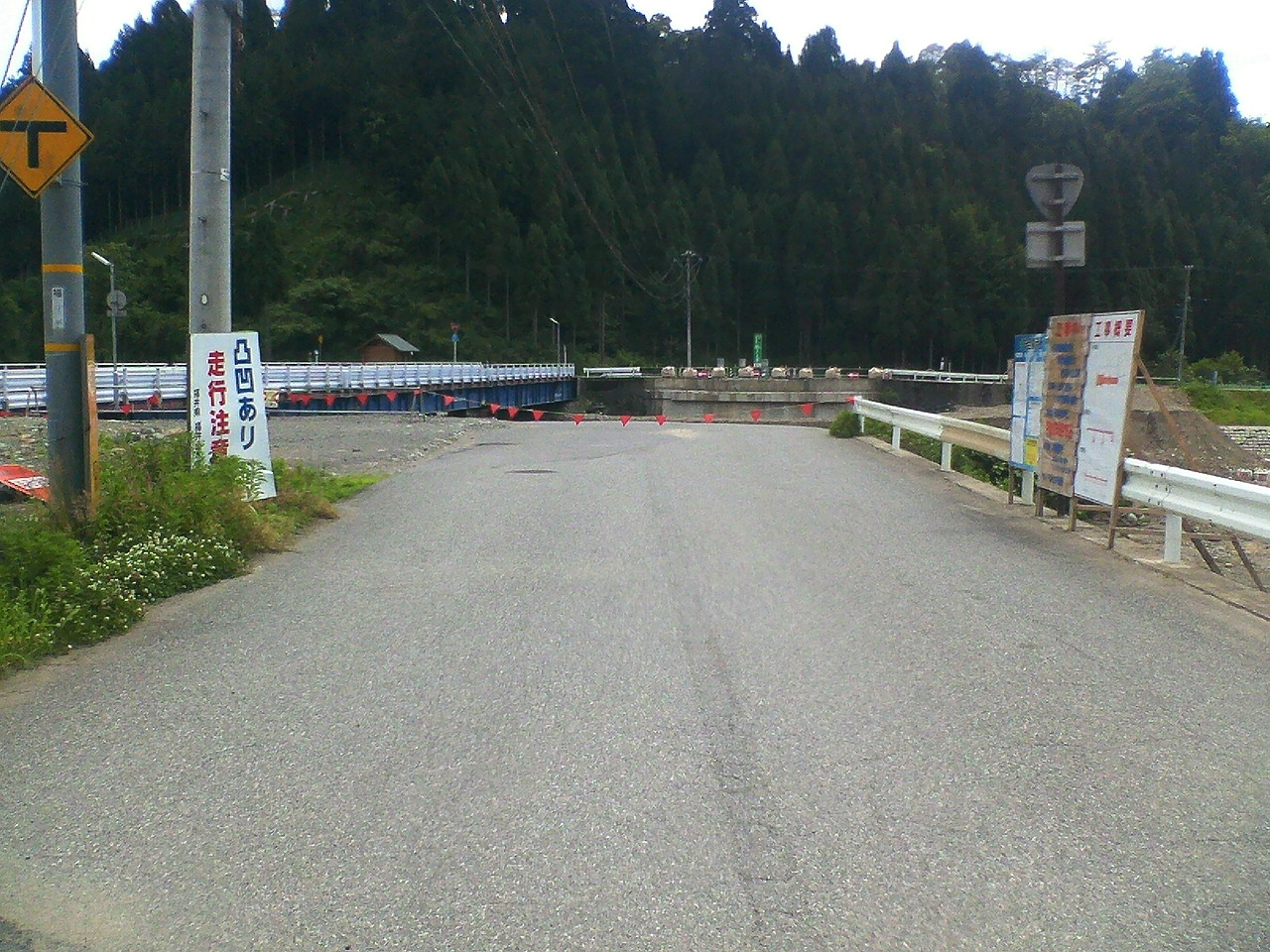
国道364号高田大橋
仮設橋が架けられている

2004年7月18日未明から福井県嶺北地方や岐阜県では強い雨が断続的に降り始め、18日の明け方には福井県を中心に非常に激しい雨となった。当時の美山町（現福井市南東部）では6時10分までの1時間に96ミリの猛烈な雨を記録した（美山町では約1か月分とされる総雨量がわずか1日で降ったとされる）。福井市中心部でも7時までの1時間に75ミリの非常に激しい雨が観測された。

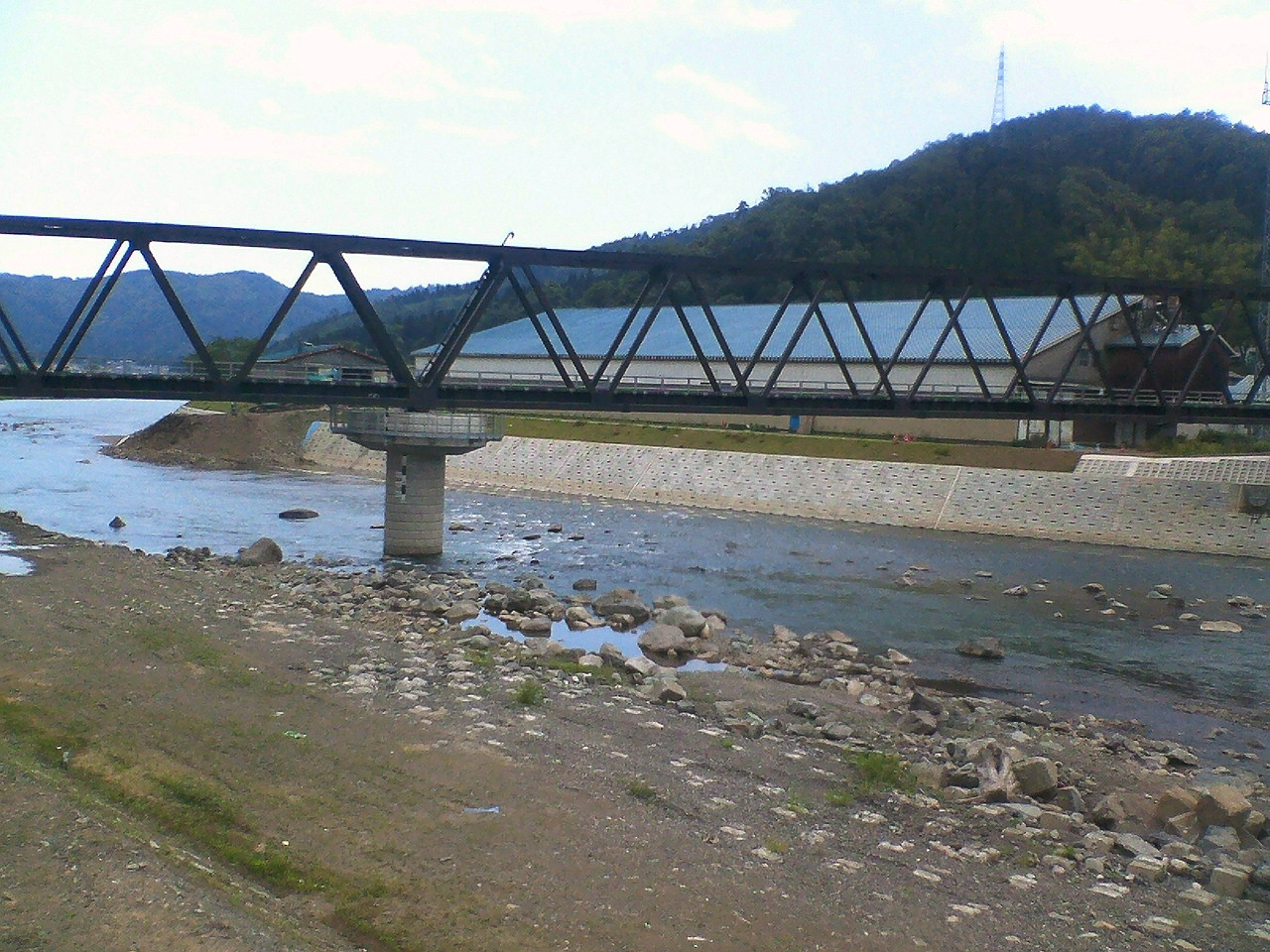
越美北線第1足羽川橋梁
水害で倒壊したが架け替えられた

このため、九頭竜川水系の足羽川や清滝川の9箇所で堤防が決壊し、福井市や旧美山町などを中心に、多数の浸水害が生じた。
死者は、旧美山町（現福井市東部）・旧清水町（現福井市南西部）・旧今立町（現越前市東部）であわせて3人（のちに4人に修正）。行方不明者は、鯖江市や旧美山町であわせて2人となった（のちに1人に修正）。また、建物の被害については、全壊57戸、半壊142戸となり、13,657戸が浸水する被害（床上・床下の合計）が出た。
足羽川の破堤に関しては、決壊箇所は川がカーブするという地形である上に、福井駅周辺連続立体高架事業のために北陸本線の足羽川鉄橋が二本並んで存在したことや、架替工事中の幸橋の橋脚が多かったことが水を堰き止めてしまい、水が停滞してしまったことなどが原因に挙げられている。
また、土嚢倉庫の鍵の管理者がなかなか捕まらなかったことや、派遣された職員が福井市中心部の浸水を防ごうとして、住民の再三にわたる訴えにもかかわらず、対岸の越水箇所（福井市春日：後に決壊し、甚大な浸水被害をもたらした）を放置したことなどから、「人災だ」との声もあった。ただ、中心部への浸水は都市の中枢機能のマヒにつながるため、左岸の住宅街を犠牲にしたと言われている。左岸決壊のために、右岸の商業地区の被害は微々たるもので、早期復興へつながったと主張する人もいる。
一方で、同じ九頭竜川水系である真名川に関しては、足羽川流域と同程度の豪雨が降り注いでいるにもかかわらず、下流の大野市等では浸水被害が起こらなかった。これは上流の真名川ダム・笹生川ダムの洪水調節機能が有効に発揮されたものである事が後に国土交通省の雨量計測・流量計測等で判明した。この結果、ダムに対する認識が再評価され、結果として建設が事実上中止状態にあった足羽川ダム建設事業再開の地元容認という姿勢に繋がっていった。
また、この水害は後に激甚災害に指定された。

## 気象概況
7月13日に新潟・福島豪雨災害をもたらした梅雨前線の活動が16日、再び活発になり、17日夜から北陸地方を南下し、18日未明から福井県北部に停滞した。若狭湾沖から越前海岸の沖合で発達した雨雲が線状降水帯を形成しながら断続的に福井県や岐阜県に流れ込み、明け方から午前10時ごろにかけて福井県北部を中心に4時間から8時間の間、1時間に50～100ミリ程度の非常に激しい雨が降った。総雨量は、旧美山町で285ミリ、池田町板垣で217ミリ、福井市中心部で197.5ミリ、福井市城戸内観測所で338ミリなど、ほぼ半日で大量の雨が観測された。

## 被害概要
データは消防白書による。
- 死者 4人
- 行方不明者 1人
- 負傷者 19人
- 全壊 57棟
- 半壊 142棟
- 一部損壊 212棟
- 床上浸水 3,323棟
- 床下浸水 10,334棟

## その後
- 建設を凍結していた足羽川ダムの建設再開要望が流域自治体・被害住民から多く挙がり、2006年1月、事業者である国土交通省近畿地方整備局は洪水調節に目的を限定した形でダム事業を再開する方針を固めた[17][18]。ダム建設によって水没予定地となる池田町当局や水没対象住民もダム建設を容認しているが、日本共産党のみが「ダムはムダ」だとして反対している[17][18]。
- 福井市で足羽川の護岸を強化する工事が進んでいる。
  - 2006年4月に、既に工事が完了した旧美山町内で護岸が川側に傾いていることが分かった。
- JR鉄橋から日野川合流地点までの区域では河床を掘り下げる工事を行った。
  - この工事で発生した土砂は敦賀港の埋立工事に利用している。
- 福井市の泉橋、木田橋で架け替え工事が行われ、木田橋は2008年12月14日、泉橋は2009年3月1日に開通した[25][26]。
- 幸橋の架け替えは豪雨災害前の2001年9月から工事に着手、2006年度内の完成を目指していたが、豪雨の影響で完成が2008年6月まで遅れる予定だった[27]。
  - しかし、工法の変更や2006年から2007年にかけての記録的な暖冬によって作業が捗ったために、2007年10月28日未明の福武線切替工事で架け替えが完了した[27]。
- 越美北線は一乗谷駅 - 美山駅間の橋脚5本が流失[28][29]。2005年6月より復旧工事に着手。2007年6月30日、全線で運転を再開した[28]。
- 2009年11月28日、予定していたすべての工事が終了して、激特事業が竣工した。